# Denis Hurault
Pour les articles homonymes, voir Hurault.
Denis Hurault mort après 1601 est un ecclésiastique français.
Il fut coadjuteur en 1581 puis évêque désigné d'Orléans de 1584 à 1586.

## Biographie
Denis Hurault est le fils de Jacques, seigneur de Saint-Denis et de Villeluisant, et de Marie, fille de Raoul Hurault, seigneur de Cheverny. Par sa mère il est le neveu du chancelier de France Philippe Hurault de Cheverny.
Denis Hurault reçoit en commende plusieurs bénéfices ecclésiastiques : l'abbaye du Breuil-Benoît ou celle de La Pelisse dans le Maine. Le 26 janvier 1581, il est nommé coadjuteur de l'évêque d'Orléans Mathurin de La Saussaye à qui il succède à sa mort. Il prête serment de fidélité le 26 mars 1584 mais il n'est jamais consacré et se fait représenter dans l'administration du diocèse par un procurateur en 1584, 1585 et 1586. Cette année-là, il se démet de ses droits en faveur de Germain Vaillant de Guelis qui lui cède en contrepartie sa commende de l'abbaye Notre-Dame de Paimpont. En 1602, il renonce à ses commendes en faveur de son cousin et homonyme Denis Hurault de Vibraye, abbé de La Trappe, fils de Denis Hurault baron d'Huriel et de Gabrielle de la Buxière. Il meurt après 1601.

## Source
- Charles-Louis Richard et Giraud, Bibliothèque sacrée, ou Dictionnaire universel, historique, dogmatique, canonique, géographique et chronologique des sciences ecclésiastiques, tome XXIX, Paris, 1827, p. 16.